# Школа власти
«Школа власти» (фр. L'École du pouvoir) — двухсерийный телефильм режиссёра Рауля Пека, вышедший на экраны в 2009 году.

## Сюжет
Фильм рассказывает о почти 10-летнем периоде из жизни группы молодых людей, судьбы которых развиваются в тесной взаимосвязи с крупными общественно-политическими событиями Франции. В 1977 году они поступают в Национальную школу администрации (ЭНА), традиционно выпускающую элиту государственных служащих. Несмотря на разное происхождение, их объединяет юношеское стремление приносить пользу обществу и требовать перемен, в том числе в самой ЭНА. После прохождения обучения и стажировок они оказываются разбросаны по различным государственным учреждениям. Наступает время выбрать политические предпочтения. Некоторые, как выходец из аристократической среды Луи де Сижи, становятся на сторону правых. Другие же, включая сестру Луи, симпатизируют социалистам и бурно приветствуют приход в власти Франсуа Миттерана. Молодые люди готовы участвовать в реформах, объявленных вновь избранным президентом, однако их ждёт жестокое разочарование…

## В ролях
- Робинсон Стевенен — Абель Карнонски
- Элоди Наварр — Каролин Сегье
- Селин Саллетт — Лор де Сижи
- Тибо Венсон — Матт Риберо
- Валентин Мерле — Луи де Сижи
- Эмили Девиль — Ана Карнонски
- Жюльен Это — Жером
- Линда Харди — Матильда Вебер
- Шали Дельпейра — Тайефер
- Франсуа Дюнуайе — директор ЭНА
- Жан-Клод Бонифе — Ален Моранж
- Максим Чибангу — Жозеф Сонго
- Нинон Може — Эстер